# Personaggi de L'albero delle mele
Elenco dei personaggi principali della sitcom L'albero delle mele.

## Prospetto
| Edna Garrett        | Charlotte Rae      | 143 | Personaggio principale | Personaggio principale | Personaggio principale | Personaggio principale | Personaggio principale | Personaggio principale | Personaggio principale | Guest star             | Assente                |
| Blair Warner        | Lisa Whelchel      | 200 | Personaggio principale | Personaggio principale | Personaggio principale | Personaggio principale | Personaggio principale | Personaggio principale | Personaggio principale | Personaggio principale | Personaggio principale |
| Tootie Ramsey       | Kim Fields         | 200 | Personaggio principale | Personaggio principale | Personaggio principale | Personaggio principale | Personaggio principale | Personaggio principale | Personaggio principale | Personaggio principale | Personaggio principale |
| Natalie Green       | Mindy Cohn         | 200 | Personaggio principale | Personaggio principale | Personaggio principale | Personaggio principale | Personaggio principale | Personaggio principale | Personaggio principale | Personaggio principale | Personaggio principale |
| Jo Polniaczek       | Nancy McKeon       | 186 | Assente                | Personaggio principale | Personaggio principale | Personaggio principale | Personaggio principale | Personaggio principale | Personaggio principale | Personaggio principale | Personaggio principale |
| Nancy Olson         | Felice Schachter   | 19  | Personaggio principale | Guest star             | Guest star             | Assente                | Assente                | Assente                | Assente                | Guest star             | Assente                |
| Sue Ann Weaver      | Julie Piekarski    | 17  | Personaggio principale | Guest star             | Guest star             | Assente                | Assente                | Assente                | Assente                | Guest star             | Assente                |
| Cindy Webster       | Julie Anne Haddock | 17  | Personaggio principale | Guest star             | Guest star             | Assente                | Assente                | Assente                | Assente                | Guest star             | Assente                |
| Molly Parker        | Molly Ringwald     | 14  | Personaggio principale | Guest star             | Assente                | Assente                | Assente                | Assente                | Assente                | Assente                | Assente                |
| Stephen Bradley     | John Lawlor        | 13  | Personaggio principale | Assente                | Assente                | Assente                | Assente                | Assente                | Assente                | Assente                | Assente                |
| Emily Mahoney       | Jenny O'Hara       | 4   | Personaggio principale | Assente                | Assente                | Assente                | Assente                | Assente                | Assente                | Assente                | Assente                |
| Kelly Affinado      | Pamela Segall      | 7   | Assente                | Assente                | Assente                | Assente                | Guest star             | Assente                | Assente                | Assente                | Assente                |
| George Burnett      | George Clooney     | 17  | Assente                | Assente                | Assente                | Assente                | Assente                | Assente                | Guest star             | Guest star             | Assente                |
| Andy Moffett        | Mackenzie Astin    | 68  | Assente                | Assente                | Assente                | Assente                | Assente                | Guest star             | Guest star             | Personaggio principale | Personaggio principale |
| Beverly Ann Stickle | Cloris Leachman    | 48  | Assente                | Assente                | Assente                | Assente                | Assente                | Assente                | Assente                | Personaggio principale | Personaggio principale |
| Pippa McKenna       | Sherrie Krenn      | 16  | Assente                | Assente                | Assente                | Assente                | Assente                | Assente                | Assente                | Assente                | Personaggio principale |

## Elenco

### Blair Warner
- Prima apparizione: 1x24 Le compagne di scuola (Il mio amico Arnold) - 1x01 La scuola delle ragazze (L'albero delle mele)
- Ultima apparizione: 9x24 The Beginning of the Beginning (L'albero delle mele) - Quattro amiche, nuovi amori (Film TV)

Blair Warner è stata interpretata da Lisa Whelchel. Blair ha circa 14 anni al momento della sua introduzione nel backdoor pilot. Nella prima stagione è stata vista fumare, bere e godere di grande popolarità tra i ragazzi. Con la seconda stagione, tutte le sue caratteristiche da ragazza ribelle sono state eliminate o trasferite al nuovo personaggio di Jo Polniaczek e Blair è stata riscritta accentuando la sua immagine di ricca snob e vanitosa. Il motivo per cui si comporta così è dovuto al fatto che è l'erede del business multimilionario di famiglia. Blair crede di essere perfetta in ogni cosa ma è anche divertente, gentile e amorevole verso la signora Garrett e le sue amiche, ha buoni voti a scuola ed è stata incoronata Reginetta del Raccolto per tre anni consecutivi. La sua frase tipica è "Ho appena avuto un'altra delle mie brillanti idee", pronunciata ogni volta che era necessario trovare una soluzione a un problema, anche se queste idee brillanti, tranne rare eccezioni, si sono spesso rivelate fonte di ulteriori guai. Col passare degli anni, Blair è maturata molto, soprattutto dopo un incidente stradale che la lascia leggermente segnata e rovina la sua bellezza perfetta. I suoi genitori sono divorziati e, nonostante non desse a vederlo, la ragazza ha sofferto molto, tanto che è diventata atea dopo aver chiesto a Dio di non permettere che i suoi si lasciassero. Anni dopo, la madre si è rifatta una vita e ha dato alla luce una bambina, Bailey. Un'altra situazione tenuta nascosta alle amiche era il rapporto con sua cugina Geri. Più che imbarazzata, la ragazza era gelosa di lei dal momento che è sempre stata abituata a stare al centro dell'attenzione. La signora Garrett le ha consigliato di non farsi sopraffare da emozioni negative e tra le due cugine si ristabilisce finalmente il sereno. Dopo essersi diplomata da Eastland nel 1983, Blair si è iscritta al Langley College. Ha lavorato con la signora Garrett e le compagne a Le Delizie di Edna prima e al nuovo negozio dopo. Si è poi iscritta alla Scuola di Giurisprudenza. L'iniziale antipatia verso Jo è svanita con il tempo e, alla fine, le due ragazze possono dire di avere un rapporto molto più amichevole. Nel finale della serie, Blair acquista l'Eastland School e ne diventa la preside. Nel film reunion del 2001, viene detto che la scuola è stata venduta per gestire una catena di alberghi insieme al marito Tad. Oltre al pilot, Blair appare ne Il mio amico Arnold anche nell'episodio 3x15 Il vecchio uomo. È inoltre presente in tutti e tre i film tratti dalla serie.

### Tootie Ramsey
- Prima apparizione: 1x24 Le compagne di scuola (Il mio amico Arnold) - 1x01 La scuola delle ragazze (L'albero delle mele)
- Ultima apparizione: 9x24 The Beginning of the Beginning (L'albero delle mele) - Quattro amiche, nuovi amori (Film TV)

Dorothy "Tootie" Ramsey è stata interpretata da Kim Fields. Tootie è la più piccola delle ragazze e l'unica afroamericana. Ha circa 11 anni al momento della sua introduzione nel backdoor pilot. Originaria di Washington D.C. e figlia di avvocati, ha frequentato Eastland per la maggior parte della durata della serie. I suoi tratti distintivi sono i pattini a rotelle, l'apparecchio ai denti, la passione per Jermaine Jackson e un'indole estremamente pettegola. È stata la protagonista di trame molto particolari. In un episodio, viene scelta come nuovo volto degli anni Ottanta da un fotografo, non sapendo di dover posare nuda e venendo salvata dalla signora Garrett in calcio d'angolo. Durante una breve visita a New York City, incontra e fa amicizia con una prostituta. Tootie ha inizialmente aiutato dopo la scuola la signora Garrett con il suo negozio di alimentari, Le Delizie di Edna, e ha poi lavorato a tempo pieno presso l'Over Our Heads, dopo essersi diplomata nel 1986. Nel film reunion del 2001, viene detto che la ragazza, la quale ora preferisce essere chiamata Dorothy, ha frequentato la Royal Academy of Dramatic Arts a Londra per coltivare il sogno di diventare attrice e ha avuto una figlia, Tisha, dall'ormai defunto marito Jeff Williams, precedentemente fidanzato di lunga data. Alla fine del film, Tootie lascerà il talk show da lei condotto per tornare in teatro mentre sua figlia frequenterà l'Eastland School. Oltre al pilot, Tootie appare ne Il mio amico Arnold anche negli episodi 2x24 Pigiama party, 3x01 Rapina a mano armata: Parte 1, 3x02 Rapina a mano armata: Parte 2, 4x02 First Day Blues e 4x04 La squadra. È inoltre presente in tutti e tre i film tratti dalla serie.

### Natalie Green
- Prima apparizione: 1x01 La scuola delle ragazze
- Ultima apparizione: 9x24 The Beginning of the Beginning (L'albero delle mele) - Quattro amiche, nuovi amori (Film TV)

Natasha "Natalie" Letisha Sage Green è stata interpretata da Mindy Cohn. Natalie è la migliore amica di Tootie e ha circa 12 anni all'inizio della serie. È una ragazza molto ironica, anche nell'episodio in cui il padre muore improvvisamente. Essendo un'ottima scrittrice, ha diretto il giornale di Eastland. Natalie è stata coinvolta in molte trame riguardanti il sesso. In un episodio della seconda stagione, frequenta un giovane conosciuto al ballo della scuola e presto si diffonde la voce che è una ragazza facile. Nella terza stagione, viene aggredita di ritorno da una festa in maschera. Nel controverso episodio 9x16 The First Time, Natalie sarà ufficialmente la prima delle quattro donne a concedersi fisicamente, perdendo la verginità con il suo fidanzato, Snake Robinson. È l'unica ragazza della serie ad essere stata adottata e l'unica di religione ebrea. In uno dei primi episodi, Blair riesce a rintracciare la madre biologica ma Natalie si renderà conto che i suoi veri genitori sono quelli adottivi, anche se non sono biologicamente legati a lei, e si rifiuterà di rispondere al telefono. In seguito a una discussione durante un episodio della quarta stagione, la trama verrà nuovamente riportata a galla e Evie Green le rivelerà finalmente il nome della madre biologica, rintracciata e incontrata. Ha aiutato la signora Garrett con il suo negozio e si è poi diplomata nel 1985, alla fine della sesta stagione, preferendo prendersi un anno di pausa prima di iniziare il college e lasciando la famiglia e le amiche sbigottite. Si è poi iscritta al Langley College ed è diventata reporter per il giornale locale di Peekskill. Verso la fine della serie si trasferirà a SoHo per seguire il sogno di diventare scrittrice. Nel film reunion del 2001, la ragazza ha trovato impiego presso la CNN ed è contesa da due uomini, Robert e Harper, l'uno all'oscuro dell'altro. I due entreranno in competizione per lei e la sua scelta definitiva ricadrà su Harper. Natalie appare anche ne Il mio amico Arnold negli episodi 2x24 Pigiama party e 3x15 Il vecchio uomo. È inoltre presente in tutti e tre i film tratti dalla serie.

### Jo Polniaczek
- Prima apparizione: 2x01 La nuova ragazza: Parte 1
- Ultima apparizione: 9x24 The Beginning of the Beginning

Joanna "Jo" Marie Polniaczek è stata interpretata da Nancy McKeon. Jo è una ragazza di discendenza polacca, proviene dal Bronx e ha circa 15 anni al momento dell'iscrizione a Eastland, avvenuta nella seconda stagione. Prende il nome dal nonno Josef. Appena arrivata, convince le compagne a rubare il furgone della scuola e a utilizzare dei documenti falsi per acquistare bevande alcoliche in un bar. Il furgone è stato distrutto e le ragazze punite e costrette a lavorare nella mensa di Eastland con la signora Garrett per risarcire i danni causati. A ciò seguirà un'ulteriore illegalità, rubare una camicetta per regalarla alla signora Garrett. Fin da subito ha preso in antipatia Blair, ostilità dovuta al fatto di provenire da ambienti e situazioni diverse e avere due personalità contrastanti. Jo ha più volte accusato Blair di essere snob e vanitosa, viceversa Blair accusa Jo di essere prepotente e poco femminile. Il rapporto tra le due peggiorerà quando un amico della Warner le chiederà di uscire insieme. Inizialmente è fidanzata con il marinaio Eddie Brennan, il quale arriverà a sorpresa a Eastland e le chiederà di sposarlo. I due fuggono ma la signora Garrett e Blair riusciranno a fermarli. Eddie tornerà nuovamente nella terza stagione ma un rapporto a lunga distanza si stava rivelando complicato da mantenere in piedi e così i due decidono di vedere altre persone per il momento. Il ragazzo ritornerà ancora una volta nella quinta stagione ma Tootie scoprirà che ha sposato una ragazza italiana e la relazione arriverà irrimediabilmente al capolinea. Nel 1983, lei e Blair si diplomeranno, si iscriveranno al Langley College e cominceranno a lavorare a Le Delizie di Edna. Nelle ultime stagioni, i suoi modi da maschiaccio cominceranno a fare spazio a una femminilità tenuta sempre nascosta. Anche il rapporto con Blair migliorerà col passare del tempo e, tralasciando alcuni momenti di discussioni e prese in giro reciproche, diverrà sempre più amichevole. Nell'ultima stagione, comincerà a lavorare in un centro comunitario, luogo in cui farà la conoscenza di Rick Bonner, suo futuro sposo. Nel film reunion del 2001, la Polniaczek, ora anche madre di Jamie, è assente poiché impegnata con il suo lavoro di poliziotta. Jo è l'unica ragazza della signora Garrett a non aver mai preso parte a nessun episodio de Il mio amico Arnold, tuttavia sia Arnold che Willis scambiano delle battute con lei nei due episodi della seconda stagione in cui sono presenti. Il personaggio appare anche in The Facts of Life Goes to Paris e in The Facts of Life Down Under.

### Nancy Olson
- Prima apparizione: 1x24 Le compagne di scuola (Il mio amico Arnold) - 1x01 La scuola delle ragazze (L'albero delle mele)
- Ultima apparizione: 8x06 The Little Chill

Nancy Olson è stata interpretata da Felice Schachter. Nancy è una studentessa di Eastland introdotta nel backdoor pilot. Al momento del debutto, Nancy è scoraggiata poiché suo padre è stato licenziato e non può più permetterle di frequentare una scuola privata. La signora Garrett ha insistito affinché la ragazza ottenesse una borsa di studio e alla fine Nancy è rimasta a Eastland. Uno dei suoi passatempi preferiti è parlare per ore al telefono con il suo ragazzo, Roger, mai apparso nella serie. Nonostante non fosse una delle studentesse migliori, Nancy ha avuto il punteggio più alto tra tutte le alunne del collegio nel test del quoziente intellettivo. Dopo la prima stagione verrà vista raramente. Tornerà a Peekskill nel 1986 a fare visita alle sue vecchie compagne, insieme a Sue Ann e Cindy, e dichiarerà di essere incinta di tre mesi e prossima alle nozze con Roger.

### Sue Ann Weaver
- Prima apparizione: 1x24 Le compagne di scuola (Il mio amico Arnold) - 1x01 La scuola delle ragazze (L'albero delle mele)
- Ultima apparizione: 8x06 The Little Chill

Sue Ann Weaver è stata interpretata da Julie Piekarski. Sue Ann è una studentessa di Eastland introdotta nel backdoor pilot. È originaria di Kansas City, è molto diligente e ha sempre ottenuto buoni voti nelle varie materie. La sua reputazione di ragazza studiosa viene messa a rischio quando il punteggio del test del quoziente intellettivo si rivelerà essere il più basso tra tutte le ragazze della scuola. La signora Garrett le assicurerà che quel test non ha nulla a che fare con le sue reali capacità e Sue Ann si sentirà meglio. Dopo la prima stagione verrà vista raramente. Tornerà a Peekskill nel 1986 a fare visita alle sue vecchie compagne, insieme a Nancy e Cindy, e dichiarerà di essere vicepresidente di una società, anche se Jo scoprirà che è una semplice dipendente. Sue Ann verrà menzionata nel film Quattro amiche, nuovi amori.

### Cindy Webster
- Prima apparizione: 1x01 La scuola delle ragazze
- Ultima apparizione: 8x06 The Little Chill

Cindy Webster è stata interpretata da Julie Anne Haddock. Cindy è una studentessa di Eastland, molto atletica e dai modi da maschiaccio. Ha circa 12 anni all'inizio della serie. La sua migliore amica è la compagna di stanza Sue Ann Weaver, tanto che le due appaiono di frequente insieme. Dopo la prima stagione verrà vista raramente. Tornerà a Peekskill nel 1986 a fare visita alle sue vecchie compagne, insieme a Nancy e Sue Ann, e dichiarerà di essere diventata una modella con il nome di Cindy Baker. Cindy appare anche ne Il mio amico Arnold nell'episodio 2x24 Pigiama party. 

### Molly Parker
- Prima apparizione: 1x24 Le compagne di scuola (Il mio amico Arnold) - 1x01 La scuola delle ragazze (L'albero delle mele)
- Ultima apparizione: 2x02 La nuova ragazza: Parte 2

Molly Parker è stata interpretata da Molly Ringwald. Molly è una studentessa di Eastland introdotta nel backdoor pilot. È una ragazza molto logorroica e abile nel suonare la chitarra. In un episodio, viene a sapere che i suoi genitori stanno divorziando e si rifiuta di tornare a casa e conoscere la nuova fidanzata del padre. La signora Garrett e Blair la faranno ragionare e alla fine lei e suo padre si riappacificheranno. In seguito Molly apparirà nel secondo episodio della seconda stagione, dopodiché non sarà più vista. Oltre al pilot, Molly appare ne Il mio amico Arnold anche nell'episodio 2x24 Pigiama party.

### Stephen Bradley
- Prima apparizione: 1x01 La scuola delle ragazze
- Ultima apparizione: 1x13 Droga

Stephen Bradley è stato interpretato da John Lawlor. Il signor Bradley è stato il preside dell'Eastland School dal 1979 al 1980. Precedentemente lavorava in una scuola pubblica e per questo motivo ha chiesto più volte come comportarsi alla signora Garrett e alla signorina Mahoney, in modo da gestire al meglio le ragazze e l'intero collegio. Uscirà di scena alla fine della prima stagione e non verrà più menzionato. Sarà sostituito prima dal signor Harris e poi da Charles Parker.

### Emily Mahoney
- Prima apparizione: 1x01 La scuola delle ragazze
- Ultima apparizione: 1x04 Quoziente intellettivo

Emily Mahoney è stata interpretata da Jenny O'Hara. La signorina Mahoney è stata l'insegnante di storia e scienze delle ragazze durante il loro primo anno a Eastland. Accanita sostenitrice delle regole, lei e il preside si sono più di una volta scontrati a causa dei loro opposti modi di fare e di pensare. Uscirà di scena dopo i primi quattro episodi della prima stagione e non verrà più menzionata.

### Kelly Affinado
- Prima apparizione: 5x04 Jo e il ricco
- Ultima apparizione: 5x23 Come ai vecchi tempi

Kelly Affinado è stata interpretata da Pamela Segall. Kelly è un'abituale visitatrice de Le Delizie di Edna, inizialmente non vista di buon occhio dalla signora Garrett e le ragazze per aver tentato di rubare la merce. La giovane si renderà successivamente colpevole anche di estorsione e l'ostilità nei suoi confronti arriverà al culmine. Jo si dirigerà al suo appartamento per farsi restituire i soldi rubati e avvertirla di non farsi mai più vedere. Tornerà al negozio per chiedere scusa alla signora Garrett e alle ragazze e per dimostrare a Jo di essere cambiata. Uscirà di scena poco prima della fine della quinta stagione e non verrà più menzionata.

### Andy Moffett
- Prima apparizione: 6x14 Me and Eleanor
- Ultima apparizione: 9x23 The Beginning of the End

Andrew "Andy" Moffett è stato interpretato da Mackenzie Astin. Andy diventa il fattorino della signora Garrett e delle ragazze nella sesta stagione. Ha 11 anni al momento del suo debutto nella serie. Continuerà a lavorare per loro anche dopo l'incendio e l'apertura del nuovo negozio. Nel 1986, i suoi genitori adottivi decideranno di separarsi e il giovane verrà adottato da Beverly Ann. Successivamente, lui e Pippa condivideranno la stessa stanza, ricavata con la chiusura del negozio. Il personaggio appare anche in The Facts of Life Down Under.

### George Burnett
- Prima apparizione: 7x02 Into the Frying Pan
- Ultima apparizione: 8x15 A Star Is Torn

George Burnett è stato interpretato da George Clooney. George è un giovane carpentiere assunto dalla signora Garrett per ricostruire il negozio dopo l'incendio. Tuttavia, il ragazzo non prenderà il lavoro molto sul serio e verrà per questo licenziato da Edna. Esce di scena alla metà dell'ottava stagione, deciso a seguire la cantante Cinnamon. Verrà menzionato nel film Quattro amiche, nuovi amori.

### Beverly Ann Stickle
- Prima apparizione: 8x01 Out Of Peekskill: Part 1
- Ultima apparizione: 9x24 The Beginning of the Beginning

Beverly Ann Stickle è stata interpretata da Cloris Leachman. Beverly Ann è la sorella della signora Garrett. Prende il nome dal nonno Boris Ann. La donna ha alle spalle un matrimonio fallito con Frank Stickle e viene sostenuta da sua sorella Edna, la quale, in seguito al matrimonio e alla partenza in Africa, le chiederà di prendere il suo posto in casa e come responsabile del negozio all'inizio dell'ottava stagione. Successivamente deciderà di prendersi cura di Andy e diventare sua madre adottiva. Curiosamente ne Il mio amico Arnold, e quindi molto tempo prima dell'introduzione del personaggio, la signora Garrett aveva affermato di avere una sorella di nome Beverly a Seattle. Il personaggio appare anche in The Facts of Life Down Under.

### Pippa McKenna
- Prima apparizione: 9x06 Up from Down Under
- Ultima apparizione: 9x24 The Beginning of the Beginning

Pippa McKenna è stata interpretata da Sherrie Krenn. Pippa, presentatasi inizialmente come Frannie, è una studentessa della Koolunga Girls School, la controparte australiana di Eastland, venuta in America per uno scambio culturale e ospitata da Beverly Ann e le ragazze in casa della signora Garrett. Ha 15 anni al momento della sua introduzione. Lei ed Andy condivideranno la stessa stanza, ricavata con la chiusura del negozio. 